# Северная полярная шапка Марса
Северная полярная шапка Марса — область вокруг Северного полюса планеты, характеризующаяся наличием в ней гигантских количеств водного льда и замороженного углекислого газа. Находится на Северном плато. Подвержена сезонным изменениям. В разгар весны полярная шапка имеет поперечник около 1500 километров.

## Структура

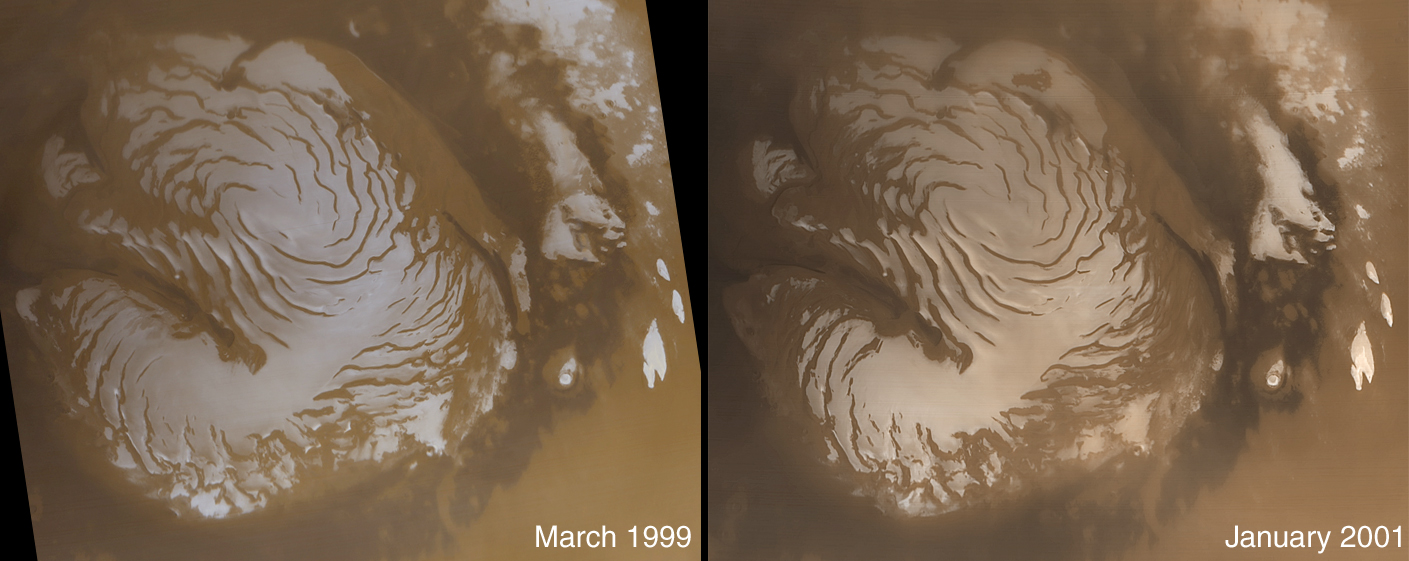
Северная полярная шапка Марса с разницей в два года, снимки орбитальной станции Mars Global Surveyor.

В середине зимы полярные шапки занимают поверхность до 50° по широте. Не тающие, остаточные части шапок сформированы из мощных слоистых отложений.
Северная остаточная шапка Марса в настоящее время гораздо крупнее (около 1000 км в поперечнике) своего южного аналога (около 300 км), поскольку южное полушарие в летний период находится в перигелии, то есть заметно ближе к Солнцу.
Полярные шапки Марса состоят из двух слоёв. Нижний, основной слой, с толщиной, оцениваемой в сотни метров, образован обычным водяным льдом, смешанным с пылью, который сохраняется и в летний период. Это постоянные шапки. Наблюдаемые сезонные изменения полярных шапок происходят за счёт верхнего слоя толщиной менее 1 метра, состоящего из твердой углекислоты, так называемого «сухого льда». Покрываемая этим слоем площадь быстро растет в зимний период, достигая параллели 50 градусов, а иногда и переходя этот рубеж. Весной с повышением температуры этот слой испаряется и остается лишь постоянная шапка.

## Изучение
Инфракрасное картирование поверхности Марса показало, что в летний период температура северной полярной шапки не опускается ниже −70 °С. Это исключает возможность устойчивого существования (в этот период года) на шапках льда CO2. Приблизительные оценки дают скорость отложений порядка 0,1 миллиметра в год. Значит, 10-метровый слой накапливается за 100 000 лет — это совпадает с оценками цикличности марсианского климата, связанных с прецессией оси вращения планеты. Для замера объёма льда исследователи использовали изготовленный совместно NASA и Итальянским космическим агентством радар, который установлен на европейской автоматической станции Марс Экспресс. Толщина льда достигает 3,7 км.
Форма полярной шапки показывает, что она состоит главным образом из водяного льда. Объём её — 1,2 млн км³, а средняя толщина — 1,03 км. По площади шапка в 1,5 раза больше штата Техас. По объёму она вдвое меньше ледового покрова Гренландии и составляет только 4 % от объёма льда Антарктиды. Согласно предварительным оценкам, «залежи» льда там по объёму примерно такие же, как и в Южной полярной шапке Марса.

## Галерея

Снимок КА Маринер-9 12 октября 1972 года.
Снимок орбитальной станции Mars Global Surveyor (сентябрь 2005 года).
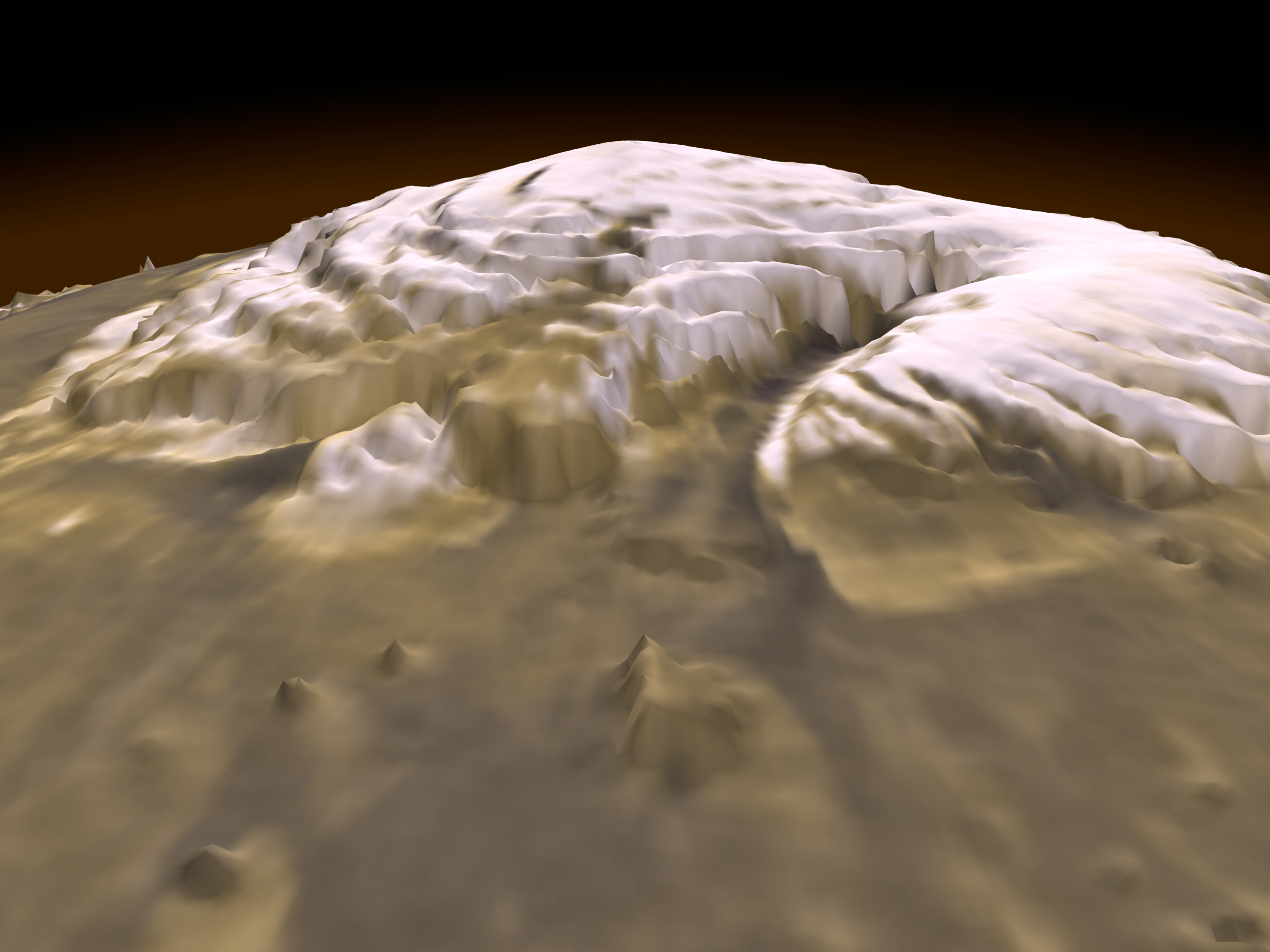
Трёхмерная модель